# 송도 (고성군)
송도(松島)는 조선민주주의인민공화국 강원도 고성군에 속한 섬이다.

## 같이 보기
- 고성군 (조선민주주의인민공화국)